# Polopos (Granada)
Polopos egy község Spanyolországban, Granada tartományban. Polopos Rubite, Órgiva, Torvizcón és Sorvilán községekkel határos. Lakosainak száma 1671 fő (2024).

## Népesség
A település népessége az elmúlt években az alábbi módon változott:
| Lakosok száma | 1235 | 1493 | 1557 | 1821 | 1904 | 1847 | 1680 | 1756 | 1714 | 1671 |
|               | 2001 | 2004 | 2006 | 2009 | 2011 | 2014 | 2016 | 2019 | 2021 | 2024 |